# Transit (film 2012)
Transit è un film del 2012 diretto da Antonio Negret.

## Trama
Quattro criminali assaltano un vagone portavalori e cercano di passare il confine per far sparire le loro tracce. Purtroppo per loro, in tutte le strade intorno al luogo della rapina vi sono dei posti di blocco della polizia. Per poter passare senza problemi, decidono di caricare i soldi sul portabagagli dell'auto di una famiglia che sta andando in vacanza in campeggio. Da qui in poi i quattro malviventi continueranno a cercare di riprendersi i soldi.